# Barbata
Barbata (lombardul: Barbada) település Olaszországban, Lombardia régióban, Bergamo megyében. Lakosainak száma 695 fő (2023. január 1.). Barbata Isso, Antegnate, Fontanella, Camisano, Casaletto di Sopra és Covo községekkel határos.

## Népesség
A település népességének változása:
| Lakosok száma | 722  | 712  | 695  |
|               | 2017 | 2018 | 2023 |